# Schloss Grandson

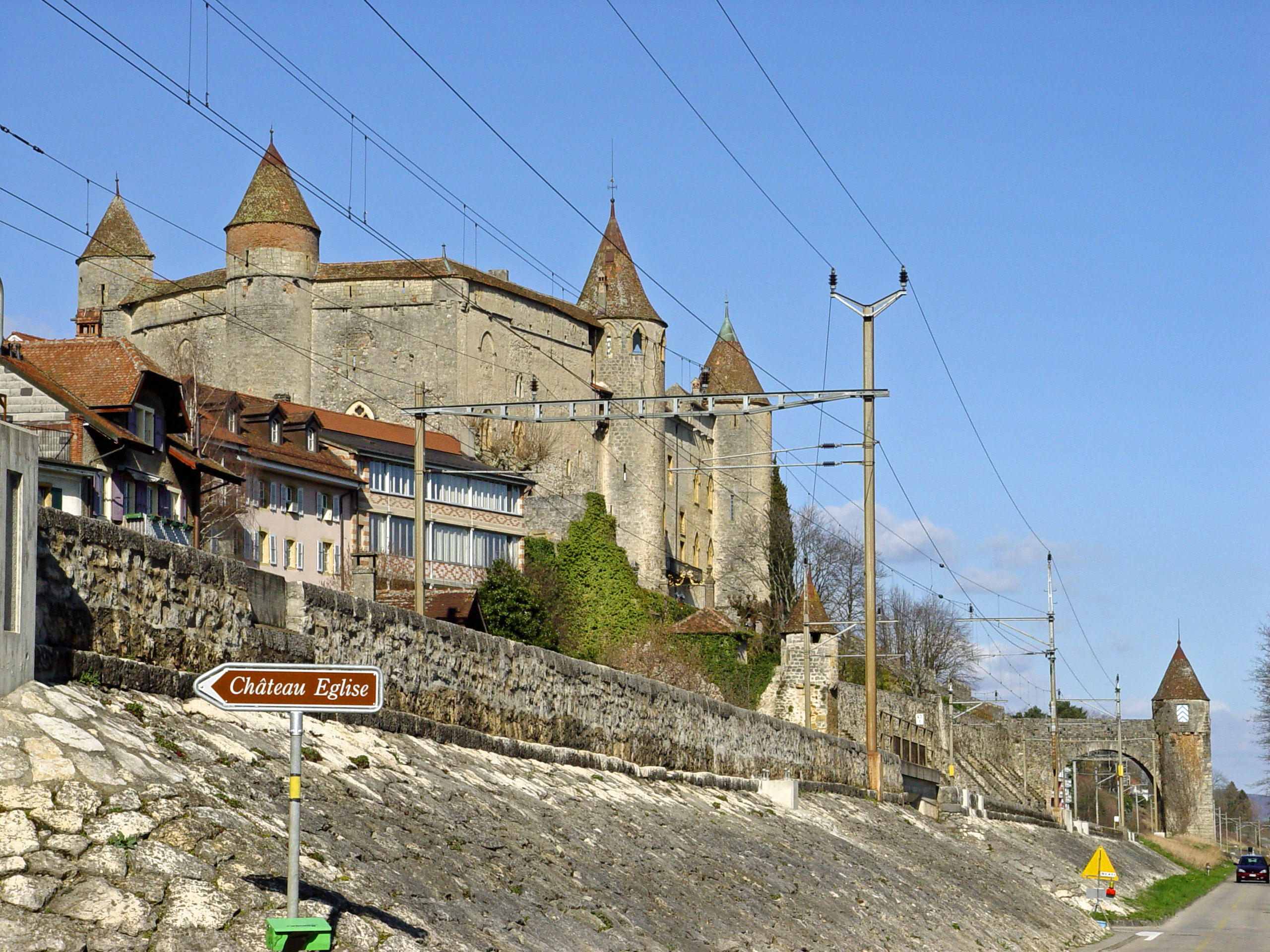
Schloss Grandson

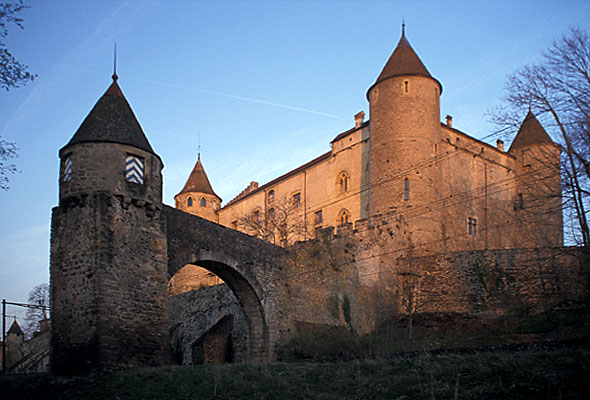
Schloss Grandson

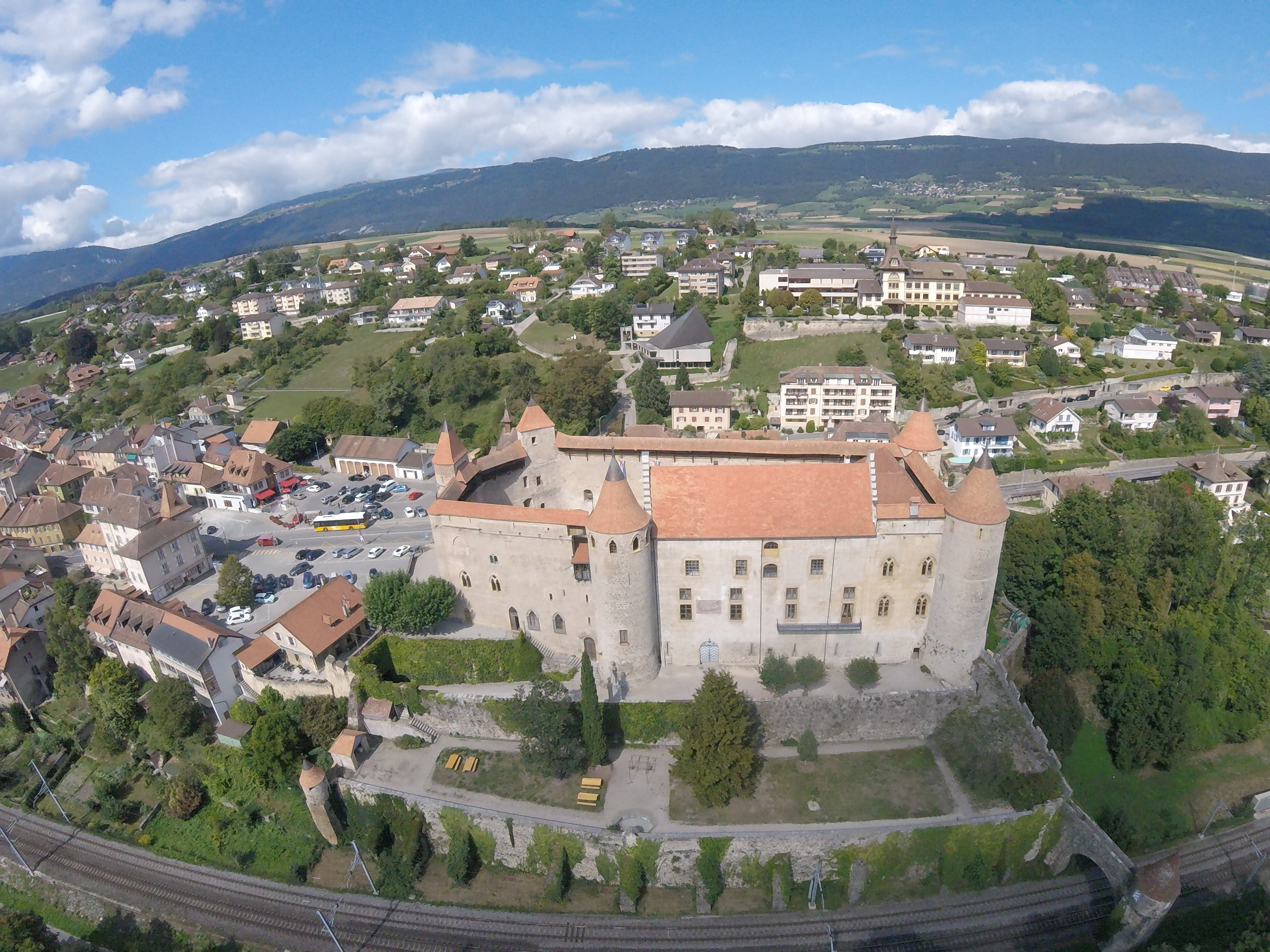
Schloss Grandson, Luftaufnahme

Das Schloss Grandson ist eine Burg in der waadtländischen Gemeinde Grandson am Neuenburgersee in der Schweiz.

## Beschreibung und Lage
Schloss Grandson hat fünf hohe Rundtürme ohne Pechnasen und Zinnen. Das einzige Aussenbauwerk ist der Burgunderturm, der unten quadratisch und im oberen Drittel rund ist. Der Neuenburgersee, dessen Wasserspiegel früher höher lag, reichte bis zum Mauerring.
Neben Schloss Chillon gehört Grandson zu den eindrucksvollsten schweizerischen Festungsbauten des Mittelalters. Es ist ein Teil der Altstadt, die mit ihren engen Strassen, ehrwürdigen Häuserfassaden und historischen Denkmälern besticht.
Das Schloss sowie auch Ausstellungsstücke gehören zur Stiftung für Kunst, Kultur und Geschichte des Winterthurer Immobilienkönigs Bruno Stefanini.
Heute ist im Schloss eine Folterkammer mit Instrumenten aus der damaligen Zeit zu sehen. Der Rittersaal weist ein Gestühl aus der Renaissance auf. Der Waffensaal enthält eine reichhaltige Sammlung von Gegenständen aus der Zeit der Burgunderkriege. Die Ausstellung beinhaltet historische Waffen und Rüstungen, insbesondere Armbrüste, Geschütze und experimentelle Kampfgeräte. Ein Museum ist der Schlacht bei Grandson gewidmet, in dem u. a. ein Modell mit 2'200 Bleisoldaten zu sehen ist. Ein anderes Museum ist mit Schlossmodellen und Schlachtplänen ausgestattet.
Hinzu kommt ein Museum für Regionalgeschichte, das insbesondere auf die Bedeutung des Sees für die Region eingeht. Im inzwischen geschlossenen Oldtimermuseum war u. a. ein weisser Rolls-Royce aus dem Jahr 1927 zu sehen, der einst Greta Garbo gehörte. In der neuen Kapelle aus dem Jahr 1962 hängt das berühmte Gemälde „Die Jungfrau mit der Rose“ von Jan Massys (16. Jh.). Im Keller befindet sich das Gefängnis des Lehnsherrengerichts mit seinem Kerker.
Zum Schloss gehören zwei Hektar Weinberge am Neuenburgersee auf dem Gelände der Gemeinde Concise.

## Geschichte
Die ursprüngliche Burg wurde um 1050 von den Herren von Grandson gebaut. Aus dieser Zeit (1049) datiert auch die erste urkundliche Erwähnung des Ortes unter dem Namen Granzio. Um 1100 wurde das Schloss erstmals erwähnt. Im 13. Jahrhundert wurde ein Neubau errichtet.
Am 19. Februar 1476 begann Karl der Kühne mit seinem 20’000 Mann starken Heer die Belagerung des Schlosses Grandson. Bereits neun Tage später musste sich die Besatzung wegen Nahrungsmangels und Ausbleibens von Nachschub ergeben. Karl liess die gesamte Schlossbesatzung – über 400 Mann – hinrichten. Das sollte die Strafe dafür sein, dass die Schweizer gemeinsame Sache mit Ludwig XI. gemacht hatten.
Als die Nachricht über das Gemetzel vom 28. Februar die Runde machte, entschlossen sich die wütenden Eidgenossen sofort zum Angriff auf den Burgunderherzog. Nur vier Tage später, am 2. März, rückte ein 18 000 Mann starkes Heer der verbündeten Schweizer auf Grandson vor und stellte in der Schlacht bei Grandson die 20 000 Soldaten des Herzogs. Von den „Kuhhirten“ in die Flucht geschlagen, hinterliessen Karl und seine Mannen ihr ganzes Heerlager samt Zelten und Staatskasse. Es war eine der vernichtenden Niederlagen, die der streitbare Herzog mit seinen Gefolgsleuten hinnehmen musste. Bereits ein Jahr später starb Karl in der Schlacht bei Nancy.
Die Schweizer brauchten drei Tage, um die fette Beute zu plündern. Der Schatz von Karl dem Kühnen brachte eine Million in Goldstücken, Gold- und Silbergeschirr, Schmuck in Form von Diamanten und Rubinen, kostbare Teppiche und sogar das goldene Geheimsiegel des Herzogs. Ausserdem erbeuteten die Sieger 600 Fahnen, 400 Zelte, 300 Tonnen Schiesspulver, 400 Kanonen, 800 Handfeuerwaffen, 10 000 Pferde, Pferdefutter und riesige Mengen Lebensmittel – alles zusammen wäre heute rund 100 Millionen Schweizer Franken wert.
In Schloss Grandson regierten von 1476 bis 1798 die Landvögte von Freiburg und Bern, die sich alle fünf Jahre in der Regierung abwechselten.

## «Schweizerisches Waffeninstitut»
Ein Projekt des Schweizerischen Waffeninstituts (Grandson), des Schweizerischen Instituts für historische Waffen mit Sitz auf dem Schloss war die Förderung des mehrbändigen Werkes Der neue Støckel. Internationales Lexikon der Büchsenmacher, Feuerwaffenfabrikanten und Armbrustmacher von 1400–1900.

## Film
- Die Hinterlassenschaft des Bruno Stefanini von Thomas Haemmerli, Kinodokumentarfilm 2025